# Aktinolit
Az aktinolit (magyar névváltozata: sugárkő) a szilikátok osztálya amfibolok csoportjába tartozó ásványfaj. Elnevezésének eredete: aktis = sugár; lithos = kő (görög); kristályainak gyakori sugaras halmazokban való megjelenéséből. A tremolit-aktinolit izomorf elegysor közepes Fe-tartalmú változata.

## Kémiai összetétele
- - Kalcium:   (Ca) = 9,2%
  - Magnézium:(Mg) = 8,2%
  - Vas:       (Fe) =12,8%
  - Szilícium: (Si) =25,7%
  - Hidrogén:  (H)  = 0,2%
  - Oxigén:    (O)  =43,9%

## Szerkezete
Kristályrácsa végtelen, két SiO4-tetraéder lánc összekapcsolódásából kialakuló "szalagokat" tartalmaz, melyeknek alapegysége az Si4O116-csoport. Az inoszilikátok alosztályába tartozó ásvány.

## Megjelenési formái, genetikája
Vékony oszlopos, vagy tűs-szálas megjelenésű. Gyakran alkot sugaras halmazokat.
Jellegzetes metamorf ásvány, különösen az alacsonyabb átalakulási fokú kristályos palákban (talkpalában, aktinolitpalában, zöldpalában) fordul elő. A zöldpala kifejlődés típusos, leggyakoribb ásványa. A metamorf keletkezésű kőzetek színes elegyrésze. Másodlagosan a bázikus jellegű kőzetek piroxén átalakulásából keletkezik. Ezt a folyamatot uralitosodásnak nevezik.
- Hasonló ásványok: turmalin, epidot, egirin, jadeit.
- Kísérő ásványai: klorit, szerpentinásványok, talk.

## Változatai
- prazinit = az aktinolit és a riebeckit közötti átmeneti tag
- smaragdit  = króm-tartalmú aktinolit, bázisos metamorfitokban fordul elő
- uralit = főleg a bázisos magmás kőzetekben előforduló piroxének szegélyének szálas-rostos átalakulási terméke
- amfibolazbeszt = hajszálfinom, szálas-rostos szerkezetű anyag, néha gyapotszerű; hegyibőrnek vagy hegyiparafának is nevezik; kevésbé hajlékonyabb szálú, illetve kevésbé tűzálló, mint a krizotilazbeszt (ld szerpentinásványok); savállósága azonban kiváló
- nefrit = finom, rövidszálas, de nemezszerűen tömött aktinolit; megjelenése a jadeit-hez hasonlít; faragható, ezért keresett díszítőkő, különösen keleten

## Rokon ásványfajok
- tremolit
- amfibolok

## Előfordulásai
Ausztria területén Zillertal közelében. Svájcban Zermatt mellett fordul elő. Olaszország területén Torino és Sondrio közelében. Lengyelország és Németország területén. Jelentős előfordulások vannak Közép-Ázsiában, Oroszország szibériai körzeteiben és Új Zélandon. Megtalálható az Egyesült Államok Wyoming szövetségi államában, Kanadában Brit Columbia tartományban.

## Hazai előfordulása
Magyaregregy közelében szubvulkáni képződésú, szkarn-jellegű ércesedés található. Az ércesedéssel összenőtt szkarnban ecsetszerű kifejlődése található.

## Képek

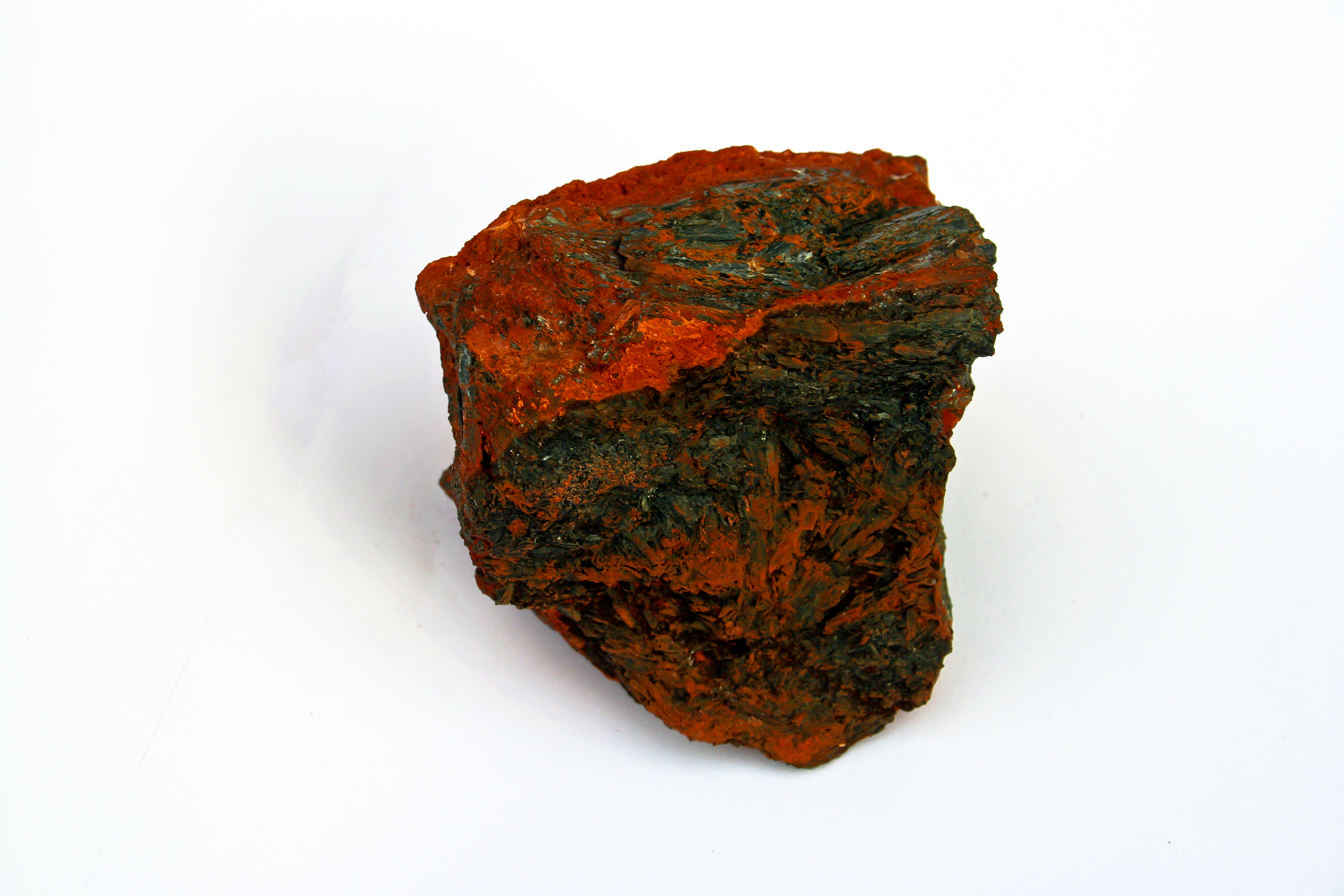
Egy aktinolit mintadarab
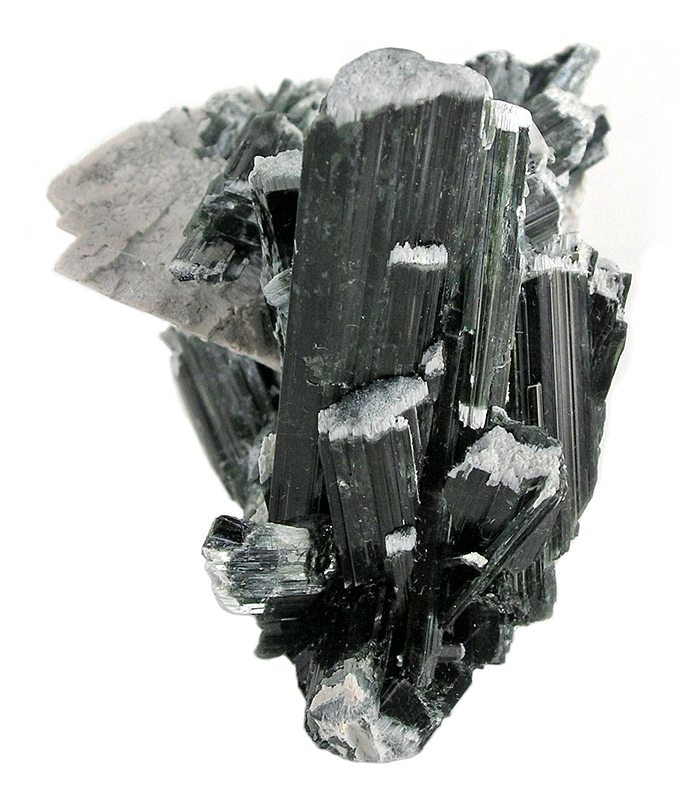
Aktinolit kristály, 6.1 x 4.1 x 3.9 cm Namíbiából